# Ingvar van Kiev
Ingvar Jaroslavitsj (Russisch: Ингварь Ярославич) was een zoon van Jaroslav en achterkleinzoon van Vladimir Monomach. Hij was vorst van Dorogoboezj, vorst van Loetsk, grootvorst van Kiev (1202 en 1214) en vorst van Volodymyr (1207). 
Ingvar sloot zich in 1180 aan bij Rjoerik Rostislavitsj in diens strijd tegen Svjatoslav van Tsjernigov. Volgens het Igorlied was Ingvar was een moedig man, die het evenwel nooit aandurfde zijn machtige buren tegen het hoofd te stoten. Zo weigerde Ingvar in  1183 Vladimir van Novgorod in Dorogoboezj onderdak te verlenen, nadat die verbannen was uit Halytsj, omdat Ingvar bevreesd was voor Vladimirs vader. Kort nadien nam Ingvar de plaats in van zijn oudere broer Vsevolod als vorst van Loetsk. In 1202 werd Ingvar aangeduid als heerser van Kiev in de plaats van de afgezette Rjoerik Rostislavitsj, in afspraak met Roman van Halytsj en Vsevolod III, grootvorst van Vladimir-Soezdal. Rjoerik zou echter hetzelfde jaar Kiev heroveren met de hulp van de Olgovitsjen en de Koemanen. In 1204 nam Ingvar deel aan de inname van de stad Volodymyr samen met Alexander van Belz. Ingvar werd aangesteld als heerser over de stad, maar werd spoedig vervangen door Alexander.
In 1208-1211 zond Ingvar zijn zoon naar Daniel van Galicië om hem bij te staan in zijn strijd tegen de zonen van Igor Svjatoslavitsj van Novhorod-Siversky. In 1212 vielen Ingvar en Mstislav Romanovitsj Vsevolod Svjatoslavitsj aan en veroverden Kiev. Na een veldslag bij Bilhorod stond Ingvar Kiev vrijwillig af aan Matislav Romanovitsj en ging naar Loetsk. 
Ingvar Jaroslavitsj had drie zonen: Vladimir, Jaroslav en Izjaslav. Zijn dochter Grimislava huwde met de Poolse vorst Leszek I de Witte.